# Le Catelet

Le Catelet este o comună în departamentul Aisne din nordul Franței. În 1 ianuarie 2022 avea o populație de 185 de locuitori.